# Équipe de Biélorussie féminine de volley-ball
L'équipe de Biélorussie féminine de volley-ball est composée des meilleures joueuses biélorusses sélectionnées par la Fédération biélorusse de volley-ball (Bielorusskaia Federatsija Volejbola, БФВ). Elle est actuellement classée au 32e rang de la Fédération internationale de volley-ball au 10 juillet 2022.

## Selection actuelle
Sélection pour les Qualifications aux championnats d'Europe de 2011.
Entraîneur : Nikolaï Karpol  ; entraîneur-adjoint : Stanislav Salikov 

## Palmarès et parcours

### Palmarès
Néant

### Parcours

#### Championnats d'Europe
| - 1991 : non qualifiée - 1993 : 8e - 1995 : 8e - 1997 : 12e - 1999 : non qualifiée - 2001 : non qualifiée - 2003 : non qualifiée - 2005 : non qualifiée - 2007 : 16e - 2009 : 15e | - 2011 : |